# Harmonia latina
Harmonia latina é uma monografia de 26 páginas da autoria de Joaquim Leitão. Pertence à coleção de "Publicações dos Anais das Bibliotecas, Museus, e Arquivo Histórico Municipais" (nº 14) publicada pela Câmara Municipal de Lisboa em 1936.